# Konstantyn Kostenecki
Konstantyn Kostenecki także Konstantyn Filozof (bułg.: Константин Костенечки, Konstantin Kosteneczki; ur. ok. 1380) – bułgarski mnich i  pisarz, ostatni przedstawiciel tyrnowskiej szkoły piśmiennictwa.
Konstantyn urodził się w Kostencu około 1380 roku. Wychowany przez jednego z uczniów Eutymiusza w monasterze Zaśnięcia Matki Bożej w Baczkowie, około 1410 roku uciekł przed Turkami do Serbii, gdzie przyjął go na swój dwór serbski despota Stefan Lazarević (1389-1427). W Serbii rozwinął działalność literacką i dydaktyczną. Przeprowadził reformę ortografii serbskiej, na wzór reformy Eutymiusza, obejmującą fonetykę, interpunkcję i terminologię liturgiczną. Pozostawił po sobie traktat gramatyczny Przepisy dotyczące pisma (Skazanie izjavlenno v pismeneh) napisany około 1425 roku, prawdopodobnie w klasztorze resawskim, poświęcony despocie serbskiemu. W pracy tej zalecał zasady pisowni, oparte na ortografii tyrnowskiej, wyłożył też swe poglądy dotyczące języka. Uważał, że Cyryl i Metody zasadniczo posługiwali się językiem ruskim z domieszką sześciu pozostałych języków słowiańskich. Twierdził, że języki święte tworzą rodzinę, w której hebrajski jest ojcem, grecki matką, a języki słowiańskie potomstwem. Z tego względu zalecał jak najdalej posuniętą dokładność w naśladowaniu wzorów greckich. Dla poszczególnych liter słowiańskich wynajdował w swej pracy fantastyczne objaśnienia, a znaki diakrytyczne porównywał do damskich nakryć głowy. Traktat jakkolwiek ciekawy nie przedstawia wielkiej wartości historycznej czy lingwistycznej. Opracowane przez Konstantyna zasady, zwane redakcją resawską, szczególnie duży wpływ wywarły na piśmiennictwo serbskie i zachodniobułgarskie. W następnych wiekach przeniknęły z Serbii na górę Athos i na Ruś. Konstantyn napisał również obszerną biografię Stefana Lazarevicia. Utwór posiadający formę kroniki, rozpoczyna się od rysu geograficznego Serbii i Bułgarii, a następnie zajmuje się opisem czynów serbskiego księcia. Zachowana w rękopisie z XV wieku biografia, stanowi cenne źródło do historii tego okresu. Konstantyn pozostawił też po sobie sprawozdanie z podróży do Palestyny, utwór tylko częściowo oryginalny.